# Biblia Ślązoka
Biblia Ślązoka – adaptacja wybranych opowiadań biblijnych (głównie z Nowego Testamentu) na gwarę śląską, która ukazała się w roku 2000. Jej autorem jest Marek Szołtysek, a podstawą adaptacji był tekst Biblii Tysiąclecia.

## Opis
Według autora, celem adaptacji było m.in. ukazanie podobieństwa wydarzeń biblijnych do wydarzeń w dziejach Śląska. Inny cel to zachowanie odrębności kulturowej Górnego Śląska i stworzenie wyższej literatury w języku jego mieszkańców. 
 Niechaj niniejsza „Biblia Ślązoka” zaświadczy, że gwara śląska jest na tyle bogata, że można jej użyć nie tylko do tworzenia wiców i bojek o utopkach, ale również do wyrażania trudniejszych treści.
Rada Języka Polskiego poddała Biblię Ślązoka – podobnie jak inne adaptacje na regionalne odmiany języka – zdecydowanej krytyce. Jak podkreślili w opracowaniu eksperci z Komisji Języka Religijnego RJP – razi niezgodność z treścią Biblii, nieuzasadniona poufałość i teologiczna beztroska, np. Bóg Ojciec i Jezus to w Biblii Ślązoka – „Ponboczek”, a lekko lekceważące słowo „frelka”, czyli „dziewczyna”, jest zastosowane w odniesieniu do Marii z Nazaretu.
Szołtysek odpierał te zarzuty, twierdząc m.in., że inspiracją były dla niego opowieści jego babci: 
Takie określenia jak „frelka”, to przejaw ludowej religijności, która sprawy wielkie próbuje oswoić. Jeśli ktoś nie czuje gwary, może tego jednak nie zrozumieć.
Suma nakładów książki do 2005 r. osiągnęła 100 tysięcy egzemplarzy. Biblia Ślązoka była rozprowadzana m.in. w sklepikach przykościelnych, jednak pojawiały się sugestie, że władze polskiego Kościoła katolickiego mogą chcieć zatrzymać jej dystrybucję. Biskup opolski Alfons Nossol opowiedział się za wolnością wyboru wiernych:
Takie tłumaczenia mają charakter kulturowy, dlaczego mielibyśmy to hamować? One są wyrazem pluralizmu kulturowego, raczej wzbogacają, niż profanują. Nie można zabronić ich publikowania, chociaż jest oczywiste, że nie mogą stanowić podstawy w debatach ściśle teologicznych.
Kolejnym wydaniem tekstów biblijnych w gwarze śląskiej był opublikowany w 2017 roku Nowy Testamynt po ślonsku [zapis nieustandaryzowany]. Tekst został opracowany przez Gabriela Tobora na podstawie Biblii Wujka (Wydawnictwo Tabor, Radzionków).